# Брегис, Оярс

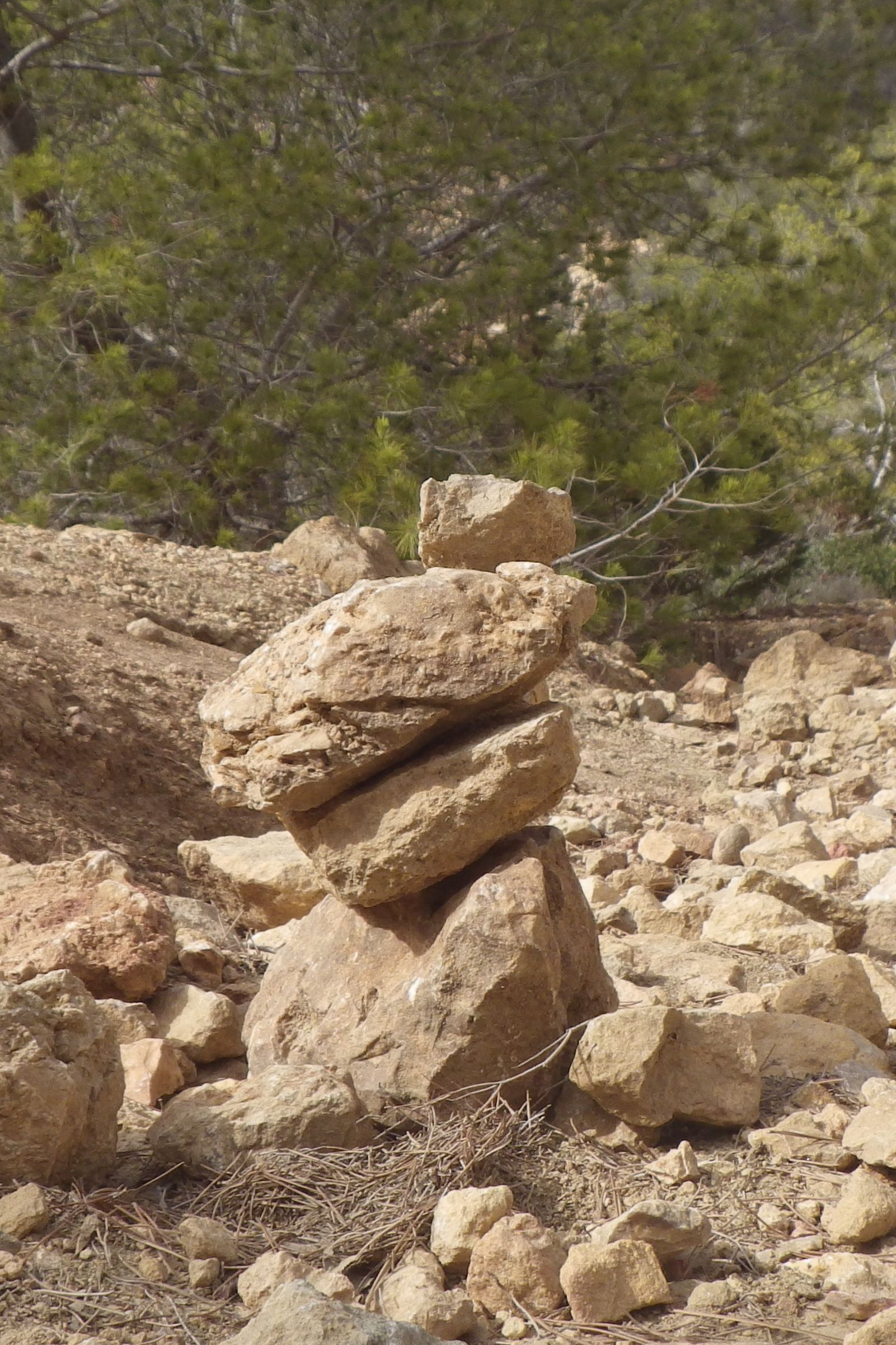
Бюст Анны Керн у зала «Ave Sol» в Риге. Скульпторы Лигита Улмане и Оярс Брегис.

О́ярс Бре́гис (латыш. Ojārs Breģis; 12 апреля 1942, рейхскомиссариат Остланд — 19 августа 2022, Латвия) — советский и латвийский живописец и скульптор, работал в жанре портрета, пейзажа, анималистики, создавая декоративные модернистские композиции.

## Биография
Родился 12 апреля 1942 года на оккупированной территории Латвии. С 1968 по 1974 год учился в Рижской школе прикладного искусства (RLMV) на отделении декоративной скульптуры (сейчас Рижская школа дизайна и искусства PIKC, программа обучения дизайну форм). С 1973 по 1977 обучался на отделении скульптуры в Латвийской академии художеств, затем работал преподавателем. С 1971 года участвовал в выставках, сначала с медалями и плакетками из бронзы, позже с работами малых форм из гранита. Участвовал в первой выставке медалей и первой выставке декоративной скульптуры «Скульптура и среда» (1973), первой выставке малых форм (1974). В 1978 году стал членом Союза художников Латвии, работал в администрации комбината «Māksla» Художественного фонда Союза художников Латвии.
В 1988 награжден наградой Совета Министров Латвийской ССР за участие в реализации проекта кинотеатра в Балдоне.
После восстановления независимости Латвии Оярс Брегис способствовал преобразованию секции скульпторов и объединения скульпторов Латвийского союза скульпторов в группу скульпторов, а также участвовал в деятельности Латвийского центра скульпторов.
Умер 19 августа 2022 года в Латвии.